# Myrmecaelurus atrifrons
Myrmecaelurus atrifrons is een insect uit de familie van de mierenleeuwen (Myrmeleontidae), die tot de orde netvleugeligen (Neuroptera) behoort. 
Myrmecaelurus atrifrons is voor het eerst wetenschappelijk beschreven door Hölzel in 1970.